# Acantharctia nivea
Acantharctia nivea är en fjärilsart som beskrevs av Aurivillius 1900. Acantharctia nivea ingår i släktet Acantharctia och familjen björnspinnare. Inga underarter finns listade i Catalogue of Life.